# Салюк Андрій Зенонович
Салюк Андрій Зенонович — український громадський діяч.
На межі 1980-х і 1990-х років — голова Студентського Братства Львівської Політехніки.
У жовтні 1990 — учасник «революції на граніті».
Президент Благодійного фонду «Збереження історико-архітектурної спадщини міста Львова», віце-президент Українського комітету ICOMOS.
Голова ради Львівської обласної організації Українського товариства охорони пам'яток історії та культури.
Будучи радником міського голови Львова з питань архітектури, у 2006 Андрій Салюк отримав відзнаку конкурсу «Галицький лицар» у категорії громадських діячів за систематичні ініціативи, спрямовані на збереження історичної та архітектурної спадщини Львова.

## Нагороди
- Орден «За заслуги» ІІІ ступеня (16 травня 2019) — за вагомий особистий внесок у розбудову української державності, плідну громадську діяльність, багаторічну сумлінну працю та з нагоди 30-річчя від дня заснування громадської спілки «Студентське Братство м. Львова»[2]
- Лауреат конкурсу «Галицький лицар» (2006).